# D. W. Griffith
Pour les articles homonymes, voir David Griffiths et Griffith.
David Wark Griffith, plus connu sous le nom D. W. Griffith, est un réalisateur américain, né le 22 janvier 1875 au Manoir de La Grange à Crestwood (Kentucky) et mort le 23 juillet 1948 à Hollywood (Californie). Réalisateur prolifique, il a tourné environ quatre cents films courts en cinq ans, de 1908 à 1913, et réalisé, dès 1914, les premières super-productions américaines.
Il a fait évoluer l'écriture des scénarios pour permettre la réalisation de films de plus en plus longs. En 1914, il s'associe avec deux autres producteurs délégués, Thomas Harper Ince et Mack Sennett, pour créer la Triangle Film Corporation et échapper en partie aux financiers qui, dès cette époque, dirigent le cinéma américain et l'obligent à préférer les recettes éprouvées aux films novateurs. En 1919, après l'échec de sa dernière super-production, Intolérance, il fonde United Artists avec les comédiens Mary Pickford, Douglas Fairbanks et Charlie Chaplin, pour mieux contrôler leurs droits sur les recettes de leurs films.

## Biographie

### Premiers pas
David Llewelyn Wark Griffith est né le 22 janvier 1875 à Floydsfork (appelé Crestwood dès 1910), Kentucky de Jacob Griffith et Mary Perkins Oglesby. Son père, surnommé « Roaring Jake », était un colonel de l'Armée des États confédérés, un héros de la guerre de Sécession et un législateur du Kentucky. Sixième des sept enfants de la famille, il suit sa scolarité auprès de sa grande sœur Mattie, institutrice. En 1885, il a 10 ans à la mort de son père, qui vaut à sa famille de sérieux ennuis financiers. Ils abandonnent la ferme pour vivre à Shelby County Farm. En 1890, ils se rendent à Louisville où sa mère ouvre une pension de famille. Les Griffith vivent toujours dans la pauvreté et David Wark, âgé de quinze ans, doit commencer à travailler. Il est notamment vendeur de journaux, liftier, et employé dans une librairie. C'est alors qu'il fait sa première expérience de théâtre amateur à l'occasion d'une représentation dans une école. Il a le bonheur de voir Sarah Bernhardt au cours d'une tournée qu'elle donne aux États-Unis.
Il épouse Linda Arvidson en 1906. Il devient acteur de théâtre et accompagne à travers les États-Unis des troupes de comédiens pendant plusieurs années, sans grand succès, tout en faisant d'autres métiers, pour vivre. Vers 1907, il propose des sujets de films aux maisons de production basées à New York, mais il est d'abord engagé comme acteur, pour jouer le rôle du père dans Rescued From an Eagle's Nest d'Edwin Stanton Porter et J. Searle Dawley, produit début 1908 par l'Edison Manufacturing Company.

### Les Aventures de Dollie
Comme le film de Porter est un succès, l'American Mutoscope and Biograph Company, société concurrente de l'Edison Manufacturing Company, comprend que Griffith a du talent et lui propose de réaliser lui-même un film en 1908 : Les Aventures de Dollie (The Adventures of Dollie).
Griffith va beaucoup au cinéma. Il a vu tous les films de Porter, celui qui lui a permis d'entrer dans le métier, et plus particulièrement The Great Train Robbery (L'Attaque du Grand Express), sorti en 1903. Il en déduit que la force des plans tournés en extérieurs naturels, qui explique le succès mondial de ce film, est une bonne raison pour déplacer une caméra, quel qu'en soit le prix. Dans ses mémoires, il estime même (sans doute avec un sourire) que certains tournages au soleil de la Californie étaient de véritables vacances.
Il a vu aussi les films de ceux que l'historien du cinéma Georges Sadoul nomme « l'École de Brighton ». Il a remarqué comment les cinéastes anglais ont inventé le découpage, à la fois du temps et de l'espace, et comment ils se sont affranchis du statisme de la photographie qui, en 1908, est la règle d'un art qui se cherche encore. Durant sa période de vendeur en librairie, il en a profité pour dévorer un nombre important de romans, et il a appris comment l'écrivain passe d'un lieu à l'autre, et revient après dans le premier, pour aller ensuite dans un troisième lieu. Cette liberté, le cinéma ne l'a pas reçue en dotation comme le romancier, chaque changement de lieu est pour le cinéaste une épreuve, il lui faut se déplacer avec armes et bagages, sans oublier les comédiens, et prendre des risques (Griffith le sait car le rôle du père qu'il a tenu dans le film de Porter était en fait une « cascade »). Georges Méliès, dont Griffith a vu les films, avait trouvé une solution radicale pour éviter tous ces problèmes : il avait fixé sa caméra à demeure dans son studio de Montreuil. La découverte de Griffith tient en quelques mots : si les cinéastes veulent raconter des histoires toujours plus complexes, il leur faut multiplier les péripéties vécues par de nombreux personnages en des lieux différents. La recette, la seule, c'est de structurer les films comme les romans : montrer un personnage dans une situation avec un autre personnage, les faire se quitter, et chacun de son côté, ils rencontrent à leur tour d'autres personnages avec qui ils vivent ailleurs d'autres péripéties. Ainsi menée par le « pendant ce temps », l'histoire peut se développer sans limite.
Pour l'heure, Griffith doit se contenter du métrage standard d'un film : la bobine d'environ 300 mètres, soit de 10 à 15 minutes maximum (one reel movie, film d'une bobine). Pourtant, dès son premier film, Griffith fait un coup de maître. Les Aventures de Dollie va changer la technique de narration du cinéma. Le film est structuré avec habileté en scènes qui alternent l'une avec l'autre, laissant supposer que la première action se continue pendant que l'on voit la seconde. Il naît de cette alternance une sensation très riche, à la fois création d'espace et création de temps, ce qui va devenir la problématique principale du cinéma. Ce « petit film » qu'est Les Aventures de Dollie, petit car l'argument est mince, mais c'est le cas de la majorité des films de l'époque, est un peu comme le film de l'Anglais George Albert Smith, Grandma's reading glass (La Loupe de grand-maman), qui avait expérimenté l'alternance de deux plans, utilisé pour la première fois les gros plans et inventé la caméra subjective, tout dans un seul ouvrage. Avec Les Aventures de Dollie, Griffith démontre comment on peut créer le temps virtuel au cinéma, par une systématisation de l'alternance des plans, ce que l'on appellera plus tard le montage alterné, la base même du récit filmique. Qui donne la possibilité de contrôler la longueur des films et notamment de dépasser le standard du one reel movie, et d'entrer dans l'ère des longs-métrages.

### L'époque desone reel
De 1908 à 1913, Griffith tourne plus de 400 films courts pour la Biograph company. Il est reconnu comme directeur d'acteurs (director) et découvreur de talents. Mary Pickford est engagée par lui, ainsi que Douglas Fairbanks, Lillian Gish et sa sœur Dorothy Gish, Blanche Sweet, Mabel Normand, Lionel Barrymore, Mae Marsh et Florence Lawrence. Ses films rencontrent un grand succès commercial et son contrat de réalisateur est revu à la hausse chaque année. En janvier 1910, il fait partie des premiers réalisateurs à se rendre à Los Angeles, où le climat est plus propice aux tournages en extérieur pendant la période hivernale. Il y retournera ensuite régulièrement l'hiver venu. Si d'autres, comme William Selig, l'ont précédé en Californie, il semble bien que Griffith soit le premier à avoir tourné un film dans le village d'Hollywood, bien avant l'arrivée des studios. Il s'agit de In Old California, sorti en mars 1910. Considéré comme perdu, ce film a été retrouvé en 2004 et projeté pour la première fois depuis 94 ans au festival du film de Beverly Hills. Sa plus grande qualité réside dans le travail photo effectué par Griffith pour les scènes tournées sur la colline d'Hollywood.
Il explore pratiquement tous les genres : le drame, la comédie, le western, les films historiques, les critiques sociales, les adaptations d'œuvres littéraires. Avec Cœur d'apache, tourné en 1912 à New-york, il signe un des premiers films de gangsters,.
Mais son apport fondamental au cinéma reste bien l'importation et l'adaptation au langage filmique de la technique des récits alternés, qui est à la base du roman. Le grand historien français du cinéma, Georges Sadoul, précise que « le grand mérite du maître durant ses années de travail fut d'assimiler les découvertes éparses de diverses écoles (les Anglais de Brighton, notamment, ndlr) ou réalisateurs et de les systématiser. Mais jusqu'en 1911, et quoi qu'on ait écrit, Griffith paraît avoir traité toutes ses scènes en plans généraux (plans moyens, ndlr), à peine plus rapprochés que ceux de Méliès. Son originalité se manifeste par une recherche dans le montage alterné. » Sadoul conteste avec raison les allégations de l'historien du cinéma Jean Mitry qui, invité à un colloque sur Griffith, lui attribue l'invention de pratiquement tous les éléments du langage du cinéma, et notamment la découverte de « l'échelle des plans ». « Pensant que la caméra, fort maniable, permettait de s'approcher ou de s'éloigner à dessein des personnages et de se mouvoir – ou de se situer – librement autour d'eux, il les fit agir dans un espace qui n'était plus limité par le cadre étroit de la scène... La scène – c'est-à-dire ce qu'on appelle aujourd'hui une séquence – fut donc fragmentée en une succession de plans différents, Griffith instaurant et précisant au fur et à mesure l'échelle des plans. »
On chercherait pourtant en vain dans tous les one reel réalisés par le cinéaste, de 1908 à 1911, la présence de plans serrés, et plus particulièrement de gros plans. Dans La Villa solitaire (1909), dont le scénario est le décalque exact d'un film produit par Pathé Frères en 1908, Le Médecin du château, tous les plans, sans exception, sont des plans moyens (personnages vus en pied). L'histoire est la même : un médecin est éloigné de sa maison (le « château ») par une fausse urgence montée par des brigands et il laisse son épouse seule avec ses filles. Les intrus forcent la porte et assiègent la dame et sa famille, qui se barricadent dans une pièce. Le médecin, étonné de ne pas trouver le malade grave dont on l'a prévenu, téléphone à son épouse, et grâce à ce moyen de communication qui, à l'époque, est d'une terrible nouveauté, il revient à temps avec du renfort pour sauver sa petite famille. Dans le film Pathé Frères (dont le réalisateur est indéterminé), « tous les cadrages du film sont larges, à l’exception de la conversation au téléphone, car le cinéaste a choisi de se rapprocher des personnages, de faire des plans rapprochés, car il lui semblait nécessaire de bien montrer un appareil nouveau, le téléphone, très peu répandu à l’époque sauf dans les milieux aisés. Avec un plan large, en pied, qui était l’habitude, le public aurait été frustré du spectacle de cette drôle de machine dans laquelle le médecin et son épouse peuvent s’époumoner à crier dans le silence du cinéma muet, et sans ce rapprochement de la caméra, les spectateurs n’auraient peut-être même pas compris ce que faisaient les personnages. »
Pour qu'enfin Griffith introduise des gros plans dans ses films, il faut attendre 1911. « Dans Le Cœur de la misère, il montre un seul gros plan d’une bougie qui entame une corde, celle qui retient la petite Katie suspendue au-dessus du vide par des cambrioleurs qui cherchent à extorquer à son vieil ami la combinaison du coffre. Ce gros plan est un plan explicatif, ce qu'on appelle un insert, pour mieux voir un détail. », et n'est pas une nouveauté dans le cinéma mondial. Plus tard, en revanche, Griffith dénote un rare talent pour découvrir « la beauté intemporelle des plans rapprochés psychologiques ou des gros plans qui soulignent les réactions intimes d’un personnage par la magie de leurs cadrages serrés et dévoilent son âme avec ses multiples facettes, ses qualités comme ses défauts, ses désirs, ses peurs, ses velléités et ses dilemmes. », et c'est ce qui vaut à ce chef-d'œuvre qu'est Naissance d'une nation sa réputation de perfection dans l'expression des visages, malgré un sujet très contestable.

### Premiers «quatre bobines»
Alors que les premiers longs métrages font leur apparition dans le cinéma américain, Griffith tente de convaincre la Biograph de produire des films plus longs. Il obtient, non sans mal, gain de cause et Judith of Bethulia, film de quatre bobines (approximativement 60 minutes) est produit en 1913. « Il nous fallut deux semaines entières pour réaliser ce film qui, par suite de ma prodigalité, devait coûter plus de treize mille dollars. Ce qui me valut d'attirer une nouvelle fois la colère de la direction ». La Biograph veut découper le film en quatre épisodes distribués séparément. Ce désaccord motive le report de la sortie du film, alors que les longs métrages s'imposent sur le marché. Il ne sort finalement qu'en mars 1914. La Biograph souhaite dorénavant confier la réalisation de films à grands spectacles à des metteurs en scène de théâtre confirmés, Griffith étant confiné aux one reel movies. Griffith tente son va-tout : il fait irruption dans le bureau du président de la société, J.J.Kennedy, et exige que lui soient donnés à tourner des films de plusieurs bobines, et demande en plus un pourcentage sur les ventes (royalties). Il est aussitôt mis à la porte. Mais entretemps, Griffith a pris contact avec un nouveau venu de la production qui crée la Mutual Film et lui offre de réaliser des films plus longs.
En quelques mois de l'année 1914, il met en scène plusieurs films de près d'une heure. Parmi ceux-ci, The Battle of the Sexes, Home, Sweet Home, The Escape et La Conscience vengeresse,. Ces films exigent non seulement des budgets plus élevés mais aussi des synopsis plus ambitieux et mieux structurés. Par sa connaissance des ressorts narratifs, élaborée durant près de sept années, Griffith contribue à l'avènement des films de long-métrage.

### Naissance d'une nation, le premier blockbuster
Griffith rencontre fin 1913 Thomas F. Dixon Jr., qui recherche activement un réalisateur pour adapter au cinéma son roman The Clansman: An Historical Romance of the Ku Klux Klan. Griffith rachète les droits d'exploitation et commence le tournage en juillet 1914.
Le film, renommé Birth of a Nation sort le 8 février 1915. Il raconte la guerre de Sécession puis la Reconstruction qui a suivi, en privilégiant le point de vue sudiste et révisionniste, présentant les Afro-Américains comme des sauvages qui entendraient gouverner le Sud en privant les Blancs de leurs droits, glorifiant la ségrégation et adoptant le point de vue de la cause perdue. Dès sa sortie, le film est dénoncé pour son discours raciste, et son apologie du Ku Klux Klan.
Malgré, ou à cause, du parti pris assumé, le film connaît un grand succès populaire et à ce titre est considéré comme le premier blockbuster produit à Hollywood.

### Intolérance
En 1916, il réalise Intolérance en investissant tout ce qu'il a gagné avec Naissance d'une nation. Ce film est sans doute le plus personnel de Griffith. « Dans Intolérance, Griffith avait tout fait : dirigé les foules et les acteurs (avec un état-major où figuraient W.S. Van Dyke, Tod Browning, Erich von Stroheim), supervisé les décors, les costumes, la photographie, la musique, assuré le montage, écrit enfin un scénario qui fut surtout un schéma ; le film ne comporta pas de découpage préalable et il fut en partie improvisé sur le terrain. » Griffith, qui a éprouvé sa technique des « actions parallèles » dans plusieurs dizaines de films d’une à trois bobines, pense que l’on peut traiter les histoires parallèles comme on traite les actions parallèles, en les alternant, tout simplement. Son film est composé de quatre récits qui ne se déroulent ni dans le même lieu, ni à la même époque, et dont aucun des personnages n'a de lien avec les personnages des autres récits :
1. 5 siècles avant notre ère, la destruction de Babylone par les Perses.
2. 33 ans après notre ère, Jésus est crucifié en Palestine.
3. Au XVIe siècle de notre ère, en France, la reine mère Catherine de Médicis provoque le massacre des protestants parisiens lors de la Saint-Barthélemy.
4. Au XXe siècle de notre ère, aux États-Unis, un jeune voyou est condamné à mort pour un crime qu’il n’a pas commis. « Cet épisode fut par sa longueur et sa perfection le principal de l'œuvre ; son style simple et très réaliste est original et puissant. Cette partie avait été entreprise avant toutes les autres, en 1914, immédiatement après les prises de vues de Naissance d'une nation[34]. »

Après la sortie catastrophique d’Intolérance, Griffith prendra conscience qu’il s’est trompé dès la conception du film. Il tentera de ressortir les deux parties les plus réussies et les plus complètes, la destruction de Babylone et l’histoire moderne du faux coupable (sous-titrée La Mère et la Loi), en films indépendants qui atteindront ainsi un public qui les avait dédaignées lorsqu’elles étaient artificiellement mêlées. Mais il était trop tard pour bénéficier de l’énorme battage publicitaire qui avait été organisé autour de ce tournage peu ordinaire. 

« Dans Intolérance, en essayant de faire alterner quatre histoires totalement étrangères les unes aux autres, sans communication entre elles ni dans l’espace ni dans le temps, Griffith les fait imploser, et leur rassemblement artificiel par la seule thématique de l’intolérance échoue à créer une unité de récit… Elles finissent par jouer l’une contre l’autre et leurs suspenses s’épuisent à force d’être coupés par les occurrences des autres histoires. »

Il est évident d’autre part que le thème de l’intolérance n’est absolument pas le point commun des quatre récits. 

« La prise de Babylone par Cyrus II est un acte de guerre, une simple conquête et non pas le fruit d’une quelconque intolérance… Quant à la condamnation à mort du jeune voyou innocent, le fanatisme du club des puritaines au début de l’histoire ne fait pas oublier que c’est avant tout le récit d’une erreur judiciaire, basée sur une preuve accablante, et non pas le fait de l’intolérance de la justice, à preuve l’intervention quasi miraculeuse du gouverneur qui annule in extremis l’exécution. »

 Quant aux deux autres récits, ils sont à tel point restés à l’état d’ébauche qu’à la fin du film Griffith en arrive à les oublier. « La Passion ne tient guère plus de place qu'un chemin de croix aux murs d'une cathédrale. » Rappelons quand même que la condamnation à mort de Jésus est un acte politique, le prophète demandait à ses disciples de refuser l’adoration des bustes représentant les empereurs romains, ce qui constituait un signe de désobéissance aux occupants. Le massacre de la Saint-Barthélemy était autant la volonté de supprimer la force politique que représentaient les protestants, majoritaires dans certaines régions sensibles du royaume, que d’affirmer que le roi devait sa couronne à son sacre selon les rites catholiques, des rites dont le caractère sacré n’était pas reconnu par les protestants qui pouvaient éventuellement exiger l’émergence d’une autre dynastie. L’intolérance ne pouvait en aucun cas constituer un ciment liant les quatre récits.
En 1938, le cinéaste soviétique Sergueï Mikhaïlovitch Eisenstein avait analysé l'erreur de Griffith et en avait tiré une leçon politique marxiste-léniniste, en soutenant que Griffith n'étant pas armé du matérialisme historique des cinéastes soviétiques, l'Américain ne pouvait que fauter sur le plan idéologique : 

« L’échec d’Intolérance dans son manque d’homogénéité  tient à tout autre chose : les quatre épisodes choisis par Griffith étaient réellement incompatibles… Est-il possible qu’un minuscule trait commun – le signe extérieur général de l’Intolérance, avec une majuscule – pris de manière métaphysique et non sémantique, soit capable d’unir dans la conscience (du public) des phénomènes si scandaleusement inconciliables d’un point de vue historique que le fanatisme religieux de la nuit de la Saint-Barthélemy et la lutte des grévistes dans un grand pays capitaliste ! Les pages sanglantes de la lutte pour l’hégémonie en Asie et le processus complexe de la lutte du peuple juif contre le colonialisme et l’assujettissement à la métropole romaine ? »

Griffith, qui avait investi toute sa fortune dans Intolérance, mit un point d’honneur à honorer toutes les dettes du film.

### Fin de vie difficile

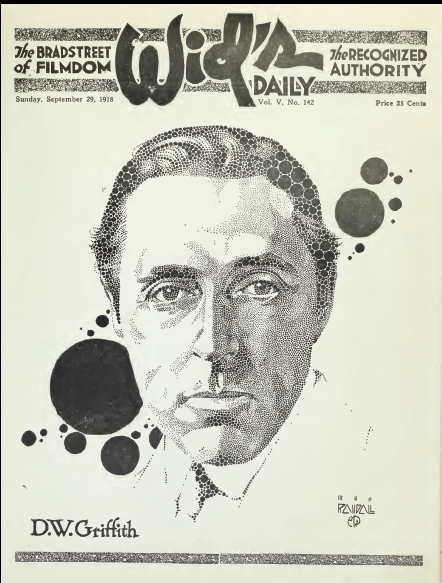
David Wark Griffith en couverture du Film Daily (1918).

Griffith réalise encore d’autres œuvres, dont Le Lys brisé (1919), À travers l'orage (1920) ou la Rue des rêves (1921). En 1918, il co-écrit, sous le pseudonyme de Granville Warwick, le scénario du film Bas les masques ! (The Hun Within) de Chester Withey, dont il supervise également la réalisation. En 1919, il s'installe à Mamaroneck (État de New York), où il fait construire ses propres studios.
Mais il connaît une fin de carrière difficile, marquée par l'insuccès financier, une perte d’indépendance artistique et des problèmes d’alcoolisme. Dédaigné par la majorité des producteurs, depuis son échec d'Intolérance, inspirant la méfiance à cause d'une certaine mégalomanie, il voit sa carrière décliner rapidement dans la deuxième partie des années 1920 et se terminer en 1931 avec le tournage de "The Struggle". Il meurt des suites d'une hémorragie cérébrale au Temple Hospital d'Hollywood le 23 juillet 1948, pratiquement dans l'indigence ne vivant que par des dons de ses admirateurs.
Il est enterré au cimetière de l'église méthodiste du Mont Tabor à Crestwood dans le comté d'Oldham (Kentucky).

## La figure de Griffith dans l'art et la culture

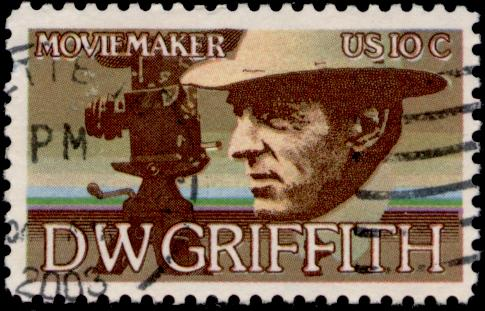
Profil de D. W. Griffith sur un timbre américain de 1975.

- Son travail à la Biograph avec Mary Pickford, Lillian Gish[43], et Mack Sennett est le thème de la comédie musicale The Biograph Girl, présentée au Phoenix Theatre (en) à Londres en 1980.
- Dans le film de 1987 Good Morning, Babylon, des frères Paolo et Vittorio Taviani, Griffith est représenté, sur le tournage de son film Intolérance, par l'acteur Charles Dance.

## Filmographie partielle

### Comme réalisateur

#### Films courts

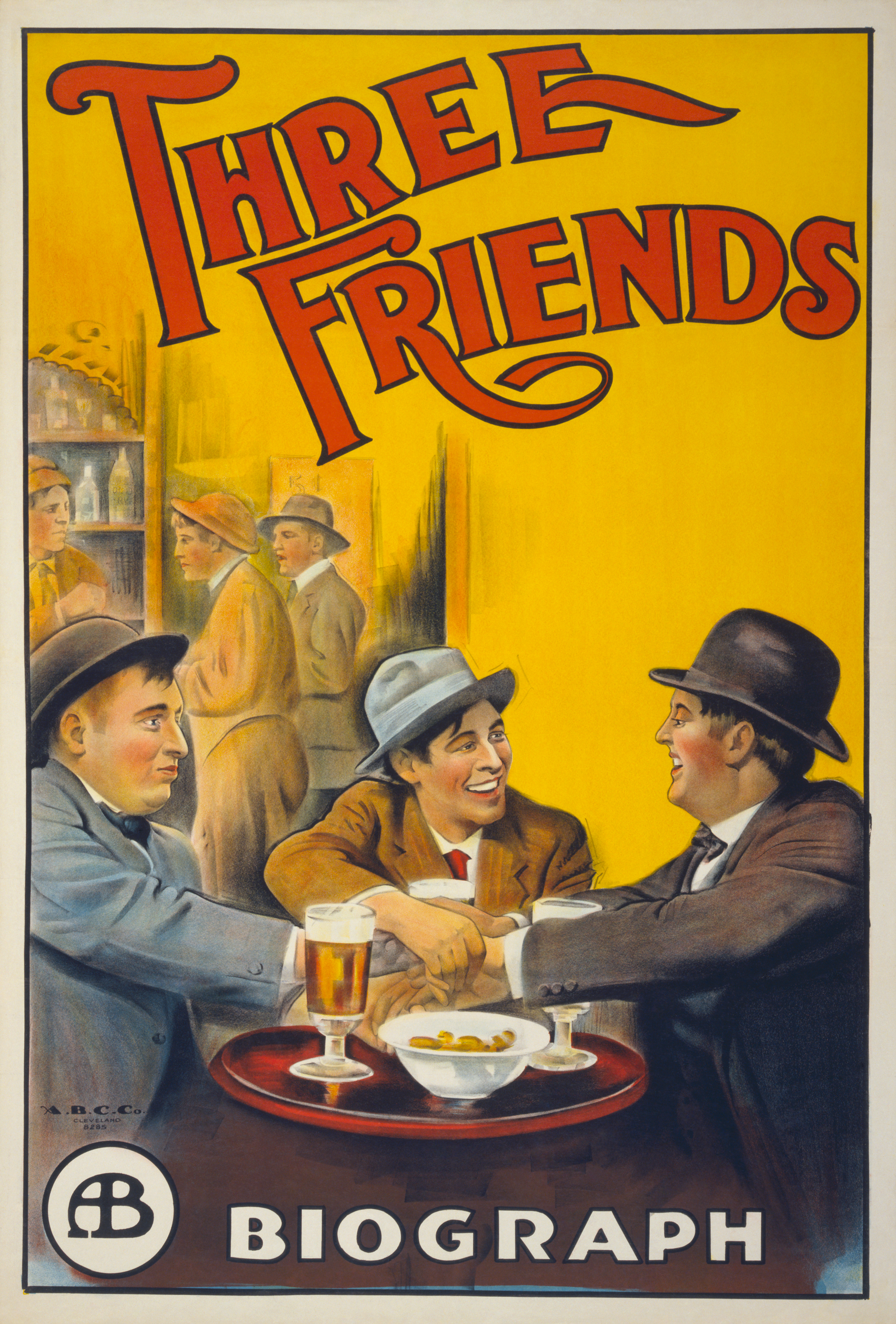
Affiche du film muet Three Friends réalisé par David Wark Griffith en 1913.

- 1908 : Les Aventures de Dollie (The Adventures of Dollie)
- 1909 : Ces maudits chapeaux (Those Awful Hats)
- 1909 : Son premier biscuit (Her First Biscuits)
- 1909 : La Villa solitaire (The Lonely Villa)
- 1909 : Edgar Allan Poe
- 1910 : In Old California
- 1911 : La Télégraphiste de Lonedale (The Lonedale Operator)
- 1911 : His Trust
- 1911 : The Squaw's Love
- 1912 : Le Chapeau de New York (The New York Hat)
- 1912 : The Eternal Mother
- 1912 : Cœur d'apache (The Musketeers of Pig Alley)
- 1912 : The Massacre
- 1913 : Three Friends
- 1913 : Le Marathon de la mort (Death's Marathon)
- 1914 : The Battle of the Sexes
- 1914 : Brute Force
- 1914 : Home, Sweet Home

#### Longs métrages muets
- 1914
  - Judith of Bethulia, sorti en mars 1914[44],[45]
  - The Escape, sorti le 1er juin 1914[44]
  - La Conscience vengeresse, The Avenging Conscience or « Thou Shalt Not Kill », sorti le 24 août 1914[44]
- 1915
  - Naissance d'une nation (The Birth of A Nation)
- 1916
  - Intolérance (Intolerance : Love's Struggle Throughout the Ages)
  - A Day with Governor Whitman
- 1918
  - Cœurs du monde (Hearts of the World), 12 mars 1918
  - À côté du bonheur (The Great Love), 12 août 1918
  - Une fleur dans les ruines (The Greatest Thing in Life), sorti le 8 décembre 1918[44]
- 1919
  - Le Roman de la vallée heureuse (A Romance of Happy Valley), 26 janvier 1919
  - Dans la tourmente (The Girl Who Stayed at Home), 23 mars 1919
  - Le Pauvre Amour (True Heart Susie), 1er juin 1919
  - The Fall of Babylon, 21 juillet 1919, sortie séparée de l'épisode d'Intolérance (1916) sur Babylone.
  - The Mother and the Law, sortie séparée de l'épisode moderne d'Intolérance (1916), août 1919
  - Le Lys brisé (Broken Blossoms), 20 octobre 1919
  - Le Calvaire d'une mère (Scarlet Days), 30 novembre 1919
  -  Justice (The Greatest Question), 28 décembre 1919
- 1920
  - À travers l'orage (Way Down East)
  - La Danseuse idole (The Idol Dancer)
  - L'Arène conjugale (Remodeling Her Husband)
  - The Love Flower
- 1921
  - Les Deux Orphelines (Orphans of the Storm)
  - La Rue des rêves (Dream Street)
- 1922
  - La Nuit mystérieuse (One Exciting Night)
  - Mammy's Boy
- 1923 : La Rose blanche (The White Rose)
- 1924
  - Pour l'indépendance (America)
  - Isn't Life Wonderful
- 1925
  - Sally, fille de cirque (Sally of the Sawdust)
  - Détresse (That Royle Girl)
- 1926 : Les Chagrins de Satan (The Sorrows of Satan)
- 1927 : Topsy and Eva
- 1928
  - Jeunesse triomphante (Drums of Love)
  - L'Éternel Problème (The Battle of the Sexes)
- 1929 : Le Lys du Faubourg (Lady of the Pavements)

#### Films parlants
- 1930 : Abraham Lincoln/La révolte des esclaves
- 1931 : L'Assommoir (The Struggle)

### Comme scénariste
- 1918 : Bas les masques ! (The Hun Within) de Chester Withey

### Comme producteur
- 1920 : Amour d'antan (Romance) de Chester Withey

#### Ouvrages de référence sur Griffith et les débuts du cinéma
- Collectif, sous la direction de Patrick Brion, D. W. Griffith. Le Cinema, éd. L'Equerre et Centre Georges Pompidou, Collection : Cinéma-Pluriel, 1982, 216 p.  (ISBN 978-2-86425-035-7)
- (en) Kemp R. Niver, D. W. Griffith, his biograph films in perspective, Historical films, 1974.
- (en) Seymour Stern, An index to the creative work of D. W. Griffith, Index series, B. F. I., 1944-45-46
- (en) Kevin Brownlow, The Parade's Gone by, New-York, éd. Alfred A. Knopf Inc., 1968.
- Kevin Brownlow, Hollywood, les pionniers, éd. Calmann Lévy, 1981, 271 p. - Ed. originale : (en) 1979, Thames television. (Plusieurs chapitres y sont consacrés à Griffith).
- Vincent Pinel, Le cinéma muet, éd. Larousse, 2010, 288 p. (plusieurs chapitres y sont consacrés à Griffith).
- Marie-France Briselance et Jean-Claude Morin, Grammaire du cinéma, Paris, Nouveau Monde, coll. « Cinéma », 2010, 588 p. (ISBN 978-2-84736-458-3) (deux chapitres analysent en profondeur Les Aventures de Dollie : Naissance d'une nation et Intolérance)

#### Autobiographie et témoignages
- (en) James Hart, The Man who invented Hollywood : The Autobiography of D. W. Griffith, Louisville (Kentucky), Touchstone Publishong Company, 1972.
- Lillian Gish et Ann Pinchot, Le cinéma, mister Griffith et moi, éd Robert Laffont, Paris, 1987, 359 p. - Ed. originale : (en) The Movies, Mr. Griffith and Me, Englewood, NJ : Prentice Hall, 1969.
- (en) Billy Bitzer, Billy Bitzer, his story, New-York, Farrar, Straus and Giroux, 1973.

### Télévision
D.W. Griffith et le loup est un documentaire réalisé par Yannick Delhaye en 2011, diffusé sur Ciné + et Cinaps TV. Ce documentaire aborde la vie et l'œuvre de D.W. Griffith.